# Tarka réce
A tarka réce vagy harlekinréce (Histrionicus histrionicus) a madarak osztályának lúdalakúak (Anseriformes)  rendjébe és a récefélék (Anatidae) családjába tartozó Histrionicus nem egyetlen faja.

## Előfordulása
Alaszkában, Kanadában, Grönlandon, Izlandon és Szibéria északkeleti részén fészkel. Telelni a tengerekhez vonul. Kóborló példányai eljutnak Európába is.
A telet a tengerpartokon tölti, és csak ott merül, ahol a hullámzás nekicsapódik a szikláknak, és ahol egyébként más vízimadár nem tudna megmaradni. Tavasszal a fjordokba és tengeröblökbe megy, ahol a folyókon felfelé, a szárazföld belsejébe úszik. A réceféléktől szokatlan helyen költ, mégpedig a folyók felső szakaszain, zuhatagok és vízesések között.

## Megjelenése
Testhossza 42 centiméter. A tojó kisebb mint a hím.
Kihegyesedő rövid csőre van. Mint neve is mutatja, a hím tollruhája nászidőszakban igen sokszínű, tarka. Fehér nyak- és mellcsíkjai alapján nehéz más récével összetéveszteni.
A tojó arcrésze és füle fehér, tollainak színe barnás. 
|  |  |

## Életmódja
Úszás közben a vízből jól kiemelkedik, gyakran merül. 
Télen többnyire kis csapatokban mozog, nyáron rendszerint párosával. Fejével feltűnően bólogatva úszik, és alkalmanként egyet-egyet csap függőlegesen tartott farkával.
Folyók és patakok mentén keresi rovarokból álló táplálékát. Édesvízben főleg tegzes- és szúnyoglárvákat eszik, a tengeren főként rákokat fogyaszt.

## Szaporodása
A récéknél megszokott módon a gácsér kiáltásokkal és násztánccal udvarol. A párok többnyire már a tengeren kialakulnak és június végéig maradnak együtt, amikor a tojó kotlik.
Talajon lévő földhányásra készíti fészkét, rendszerint jól rejtve, a legsűrűbb parti növényzetbe, sőt néha vízesések alá és sziklahasadékokba építi és tollakkal bélel ki. A költési időszak május-június, a költés időtartama 29-33 nap, a tojások száma többnyire 6-8.
|  |